# Starý Kolín
Starý Kolín település Csehországban, a Kolíni járásban. Starý Kolín Veletov, Kolín, Tři Dvory, Libenice, Nebovidy, Konárovice, Nové Dvory, Svatý Mikuláš és Hlízov településekkel határos. Lakosainak száma 1751 fő (2024. január 1.).

## Népesség
A település lakosságának változását az alábbi diagram mutatja:
| Lakosok száma | 1332 | 1393 | 1465 | 1681 | 1728 | 1558 | 1618 | 1631 | 1653 | 1751 |
|               | 1869 | 1890 | 1921 | 1950 | 1980 | 2001 | 2017 | 2019 | 2022 | 2024 |